# Каміло Понс Енрікес
Каміло Понс Енрікес (31 січня 1912 — 13 вересня 1976) — еквадорський політик, президент країни з 1956 до 1960 року.

## Кар'єра
1948 року програв вибори, посівши третє місце. 1951 року став одним із засновників Соціального християнського руху (MSC), який невдовзі перетворився на політичну партію. 1956 року виграв вибори й очолив державу. Востаннє брав участь у виборах 1968 року, посівши третє місце.